# Вайс, Владимир Ефимович
Владимир Ефимович Вайс (англ. Vladimir Vais; 1941—2013) — советский и австралийский дирижёр.

## Биография
Родился в октябре 1941 года в эвакуации, в поезде по дороге в Среднюю Азию. После войны семья вернулась в Тирасполь, где он окончил школу. Выпускник музыкального училища имени Ш. Няги в Кишинёве. Учился в Кишинёвской консерватории, затем в Ленинградской консерватории по классу А. С. Лемана, на композиторском и дирижёрском отделениях.
Работал дирижёром в Ленинградском Малом театре оперы и балета, стажировался у Ю. И. Симонова, затем был дирижёром в оркестре Большого театра (1977—1988) и главным дирижёром Ярославского академического симфонического оркестра (1988—1991), работал в Австралийской балетной компании, оркестре Пражской национальной оперы, Веллингтонского симфонического оркестра.
Среди учеников — певица Кимберли Чен (род. 1994), дирижёр Дженнифер Кондон (род. 1983).
Скончался 8 июля 2013 года в Австралии от инфаркта на 72-м году жизни.